# Куршембал
Куршемба́л (рос. Куршембал, марій. Куршамбал) — присілок у складі Волзького району Марій Ел, Росія. Входить до складу Сотнурського сільського поселення.

## Населення
Населення — 103 особи (2010; 126 у 2002).
Національний склад (станом на 2002 рік):
- марій — 94 %